# Райимбецький сільський округ
Райимбе́цький сільський округ (каз. Райымбек ауылдық округі, рос. Райымбекский сельский округ) — адміністративна одиниця у складі Карасайського району Алматинської області Казахстану. Адміністративний центр — село Райимбек.
Населення — 34585 осіб (2021; 25391 у 2009, 13970 у 1999, 10265 у 1989).
Станом на 1989 рік існували Каменська сільська рада (села Жанатурмис, Калкаман, Каменка, Каргалінка, Красний Восток, Тастибулак, Теужоли, Тулпар, Шугила) та Раїмбецький сільська рада (села Абай, Авангард, Восход, Каргаулди, Мирне, Раїмбек). 2014 року до складу міста Алмати була включена територія ліквідованого Таусамалинського сільського округ, за винятком села Жанатурмис, яке увійшло до складу Райимбецького сільського округу.

## Склад
До складу округу входять такі населені пункти:
| Населений пункт     | Населення, осіб (1989) | Населення, осіб (1999) | Населення, осіб (2009) | Населення, осіб (2021) |
| ------------------- | ---------------------- | ---------------------- | ---------------------- | ---------------------- |
| Абай, село          | 3944                   | 4492                   | 10439                  | 8287                   |
| Булакти, село       | 771                    | 0                      | 3799                   | 3629                   |
| Долан, село         | 592                    | 748                    | 1571                   | 2034                   |
| --МТФ 2-7           | -                      | -                      | -                      | 5                      |
| Жанатурмис, село    | 1740                   | 2261                   | 2259                   | 4469                   |
| Киргауилди, село    | 1167                   | 2581                   | 3642                   | 8615                   |
| Кумтоган, село      | 54                     | 41                     | 109                    | 596                    |
| Райимбек, село      | 1997                   | 3847                   | 3572                   | 6944                   |
| --Молочний комплекс | -                      | -                      | -                      | 6                      |